# Blaymont
Blaymont är en kommun i departementet Lot-et-Garonne i regionen Nouvelle-Aquitaine i sydvästra Frankrike. Kommunen ligger i kantonen Beauville som tillhör arrondissementet Agen. År 2022 hade Blaymont 215 invånare.

## Befolkningsutveckling
Antalet invånare i kommunen Blaymont
| Referens: INSEE |